# Mika Salo
Mika Salo (Helsinki, 30 november 1966) is een Fins autocoureur. Tussen 1994 en 2002 reed hij in de Formule 1, zijn beste resultaat in het kampioenschap daarvan is een tiende plek in 1999.

## Formule 3
In 1989 en 1990 reed hij in de Finse Formule 3 voor het team van Allan Docking Racing. Hij reed in 1990 tegen zijn landgenoot Mika Häkkinen, hij werd dat seizoen tweede, achter Hakkinen.

## Formule 1
In 1994 behaalde hij zijn superlicentie en ging hij racen bij het Lotus team waar hij geen punten haalde. In 1995, 1996 en 1997 reed hij bij Tyrrel, hij wist de eerste twee seizoenen vijf punten te halen en in 1997 drie punten, waarmee hij 15e (1995), 13e (1996) en 17e (1997) werd. In 1998 ging hij naar het Arrows team, hij wist 3 punten te halen en werd 13e. Hij kreeg geen fulltime raceplek bij BAR voor het seizoen van 1999. Omdat BAR's vaste rijder Ricardo Zonta geblesseerd was, kon Mika drie races meedoen. In 1999 mocht hij ook zes races voor Scuderia Ferrari rijden, om de plek van Michael Schumacher in te nemen die tijdens de Grote Prijs van Groot-Brittannië door een zwaar ongeluk zijn been had gebroken. Zijn beste resultaat was op de Hockenheimring bij de Grote Prijs van Duitsland, waar hij door teamorders als 2de achter Eddie Irvine finishte. Hij werd na de negende race van het kampioenschap overgenomen door Ferrari. Hij haalde 10 punten en werd 10e in het kampioenschap. In 2000 werd hij gekocht door Sauber en haalde 6 punten waarmee hij elfde werd in het kampioenschap. Na een pauze in 2001 was hij terug in 2002 voor het debuut van Toyota F1, hij haalde direct in de eerste race 1 punt alsook in de derde race, en werd hij 17e in het kampioenschap.

## Na de Formule 1
In 2003 was zijn eerste race na de Formule 1 in een Audi R8, in de 12 uren van Sebring. Met diezelfde auto zou hij ook deelnemen aan de 24 uur van Spa-Francorchamps; echter, hij kwam al na 1 uur zonder brandstof te staan.
In 2004 debuteerde hij in een Ferrari 575 in de FIA GT, hij winnen twee races in het FIA GT kampioenschap.
In 2006 racete hij in het ALMS kampioenschap, hij werd derde met 61 punten.